# Ткалич, Александр Александрович
Александр Александрович Ткалич — советский хозяйственный и государственный деятель, Герой Социалистического Труда.

## Биография
Родился в 1927 году в Фастове. Член КПСС.
До 1950 года — военнослужащий Советской армии
В 1950—1987 — механизатор, звеньевой, бригадир колхоза имени Димитрова Мукачевского района Закарпатской области.
Указом Президиума Верховного Совета СССР от 23 июня 1966 года присвоено звание Героя Социалистического Труда с вручением ордена Ленина и золотой медали «Серп и Молот».
Делегат XXIV съезда КПСС.
Жил в Закарпатской области.

## Награды и звания
- Герой Социалистического Труда (23.06.1966)
- Орден Ленина (26.02.1958, 23.06.1966, 22.12.1977)
- Орден Октябрьской Революции (08.04.1971)